# Roswitha Bindl
Roswitha Bindl (* 14. Januar 1965) ist eine ehemalige deutsche Fußballspielerin und -trainerin.

## Spielerkarriere

### Vereine
Aus der Jugend des TSV Pfersee Augsburg hervorgegangen gelangte Bindl zum FC Bayern München, der dem Regionalverband Süd angehörte. Nach sechs Spielzeiten verließ sie den Verein und war von 1991 bis Ende 1994 für den FC Wacker München – in der letzten Spielzeit in der Bundesliga – und in der Rückrunde der Saison 1994/95 für den VfL Kaufering als Spielertrainerin aktiv, bevor sie zum FC Bayern München zurückkehrte. 1985 stand sie mit den Bayern im Endspiel um die deutsche Meisterschaft, das allerdings mit 0:1 gegen den KBC Duisburg verloren wurde. Ebenso verlor sie mit den Bayern das Finale um den DFB-Pokal, 1988 und 1990 gegen den TSV Siegen bzw. gegen den FSV Frankfurt. Am 14. April 2002, gegen den 1. FC Saarbrücken absolvierte sie ihr 400. Spiel für die FC Bayern Frauen.

### Nationalmannschaft
Zu ihrem ersten Länderspieleinsatz kam sie am 30. Oktober 1988 beim 4:0-Sieg im Qualifikationsspiel zur Europameisterschaft 1989 gegen die Nationalmannschaft Ungarns, als sie für Doris Fitschen in der 70. Minute eingewechselt wurde. Ihr erstes von drei Toren erzielte sie am 26. November 1988 im Viertelfinalqualifikationsspiel gegen die Nationalmannschaft der Tschechoslowakei mit dem Treffer zum 1:1-Endstand in der 49. Minute. An der vom 28. Juni bis 2. Juli 1989 in Deutschland ausgetragenen Europameisterschaft nahm sie teil und wurde beim mit 4:1 gegen die Nationalmannschaft Norwegens gewonnenen Finale Europameister. Sie nahm ebenfalls an der vom 16. bis 30. November 1991 in der Volksrepublik China ausgetragenen Weltmeisterschaft teil und bestritt mit dem am 29. November mit 0:4 verlorenen Spiel um Platz 3 gegen die Nationalmannschaft Schwedens zugleich ihr letztes von 22 Länderspielen.

## Trainerkarriere
Von 2002 bis 2013 trainierte die Verwaltungsangestellte die B-Juniorinnen des FC Bayern München. Mit den Juniorinnen gewann sie dreimal in Folge (2007, 2008 und 2009) die süddeutsche Meisterschaft. Dreimal in Folge (2006, 2007 und 2008) erreichte sie auch das Endspiel um die deutsche Meisterschaft; blieb aber jeweils ohne Titelgewinn. 2013, mit Beendigung ihrer Trainerkarriere, krönte Roswitha Bindl diese mit dem Gewinn der B-Juniorinnen-Meisterschaft als sie die Mannschaft ins mit 3:1 erfolgreichen Endspiel gegen den FSV Gütersloh 2009 führte.

## Erfolge
Spielerin
- Europameisterin 1989
- Aufstieg in die Bundesliga 1992, mit dem FC Wacker München 2000 mit dem FC Bayern München

Trainerin
- Deutsche B-Junioren-Meisterin 2013